# Raketový člun

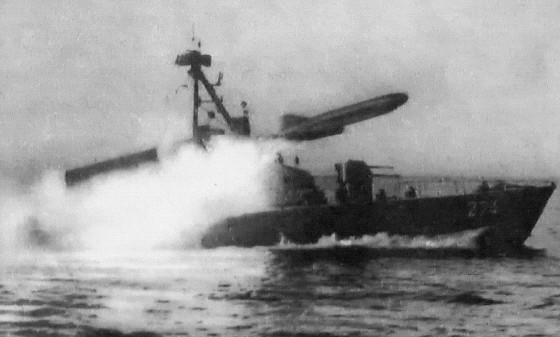
Sovětský raketový člun projektu 183R (NATO: Komar) při odpálení protilodní řízené střely P-15 Termit

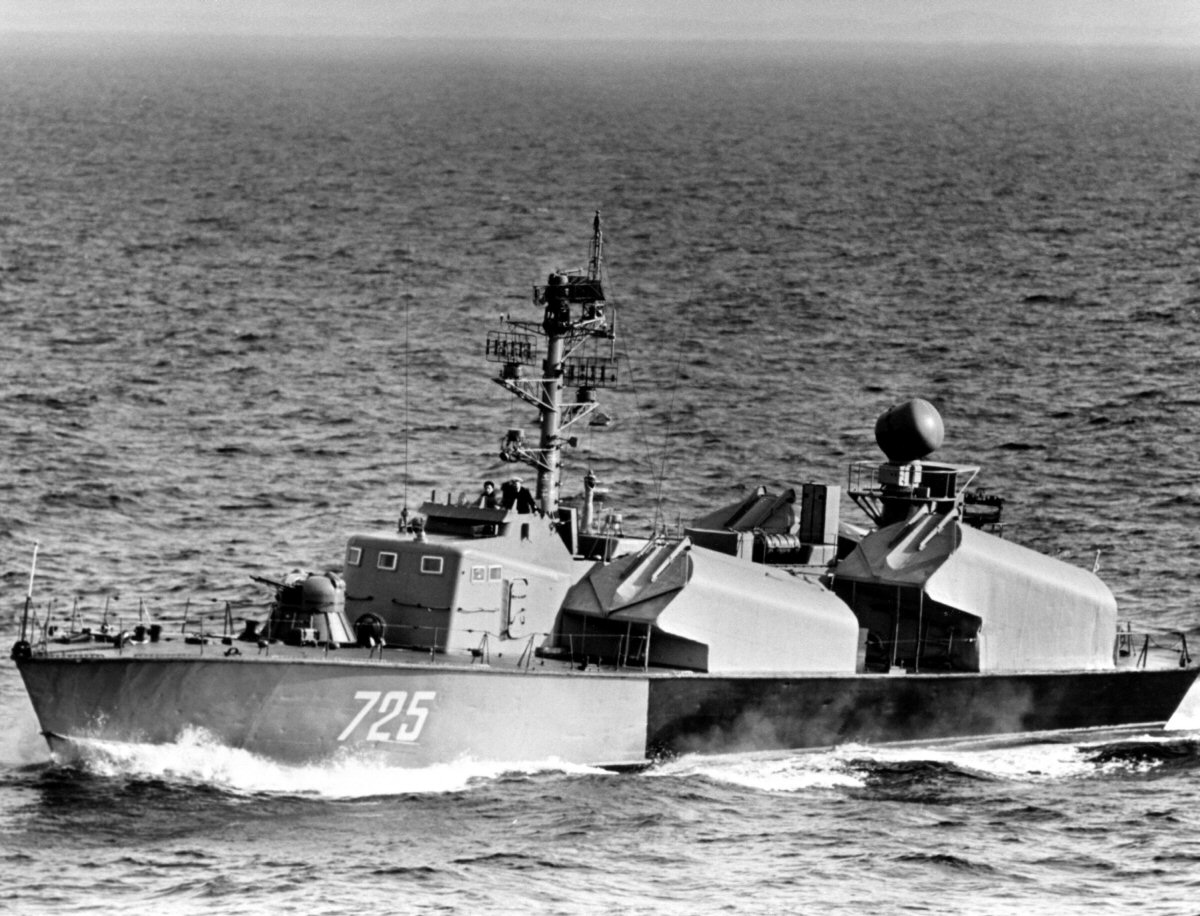
Sovětský raketový člun projektu 205 (NATO: Osa I)

Raketový člun je malé válečné plavidlo vyzbrojené řízenými protilodními střelami. Kvůli své velikosti a pořizovacím nákladům jsou raketové čluny vítaným bojovým prostředkem pro malá námořnictva. Ke vzniku raketových člunů došlo po druhé světové válce, když pokrok v raketové technice nabídl alternativu k doposud používaným torpédovým člunům. První raketové čluny byly zpravidla původně torpédové čluny, na které byly namontovány odpalovací rampy pro rakety.
Raketové čluny byly a jsou ve výzbroji mnoha námořnictev, z nichž Egypt, Izrael, Sýrie, Indie, Irák a Gruzie je i využily ve válečných situacích.

## Vývoj

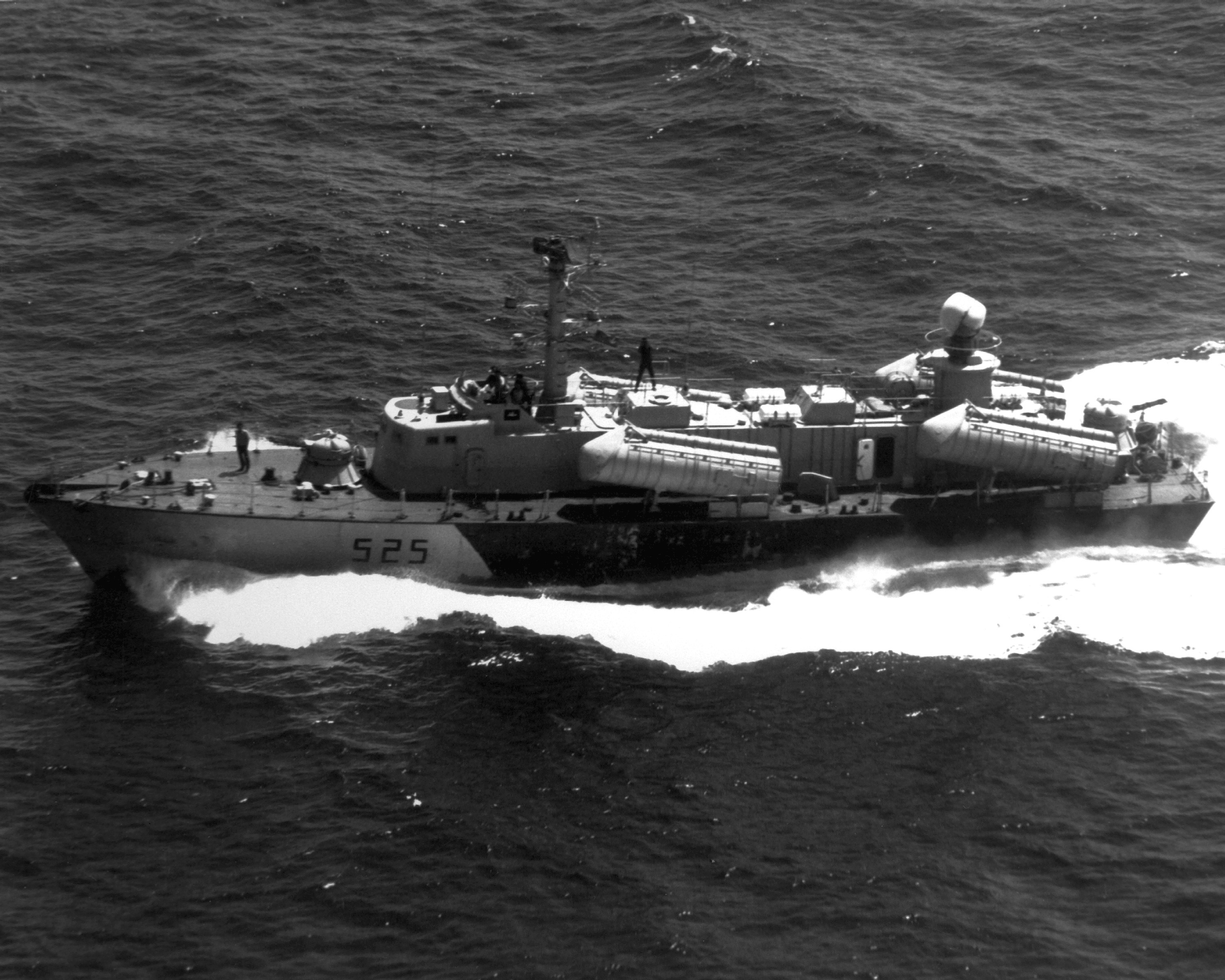
Sovětský raketový člun projektu 205U (NATO: Osa II) – na první pohled od svého předchůdce rozlišitelný jiným tvarem raketových kontejnerů

Idea nasazení torpédových člunů počítala s tím, že rychlost bude jejich nejlepší obranou. Jejich úkolem je co nejrychleji proniknout na dostřel k nepřátelskému plavidlu (v čemž jim měly dopomoci i malé rozměry a tím pádem obtížnější zjistitelnost) a zaútočit řízenými střelami na velkou vzdálenost. Konflikty na blízkém a středním východě ale ukázaly, že rychlost a malé rozměry jsou nedostatečnou obranou před leteckým útokem a velikost raketových člunů neumožňuje instalaci další protiletadlové výzbroje a elektroniky.
S přibývající elektronikou a výzbrojí stoupal výtlak a například izraelské čluny Sa'ar 4 a Sa'ar 4.5 již měly problémy s přetížením nástaveb a tak zpravidla nosily pouze redukovanou raketovou výzbroj. Jejich nástupce, jednotky třídy Sa'ar 5, jsou již de facto korvety, i když se o nich oficiálně stále mluví jako o „raketových člunech“.
Rovněž Sovětský svaz po raketových člunech projektů 183R, 205 a 205U (v kódu NATO: Komar, Osa I a Osa II) přistoupil – paralelně s dalšími pokusy o raketové čluny na bázi křídlových člunů: projekty 1240 a 206MR (NATO: Sarancha a Matka) – k produkci raketových korvet projektů 1234 a 1241.1 (NATO: Nanuchka a Tarantul). USA po křídlatých raketových člunech třídy Pegasus (všechny již byly vyřazeny) myšlenku raketových člunů zavrhly ve prospěch větších, lépe vybavených a vyzbrojených plavidel.

## Bojové nasazení

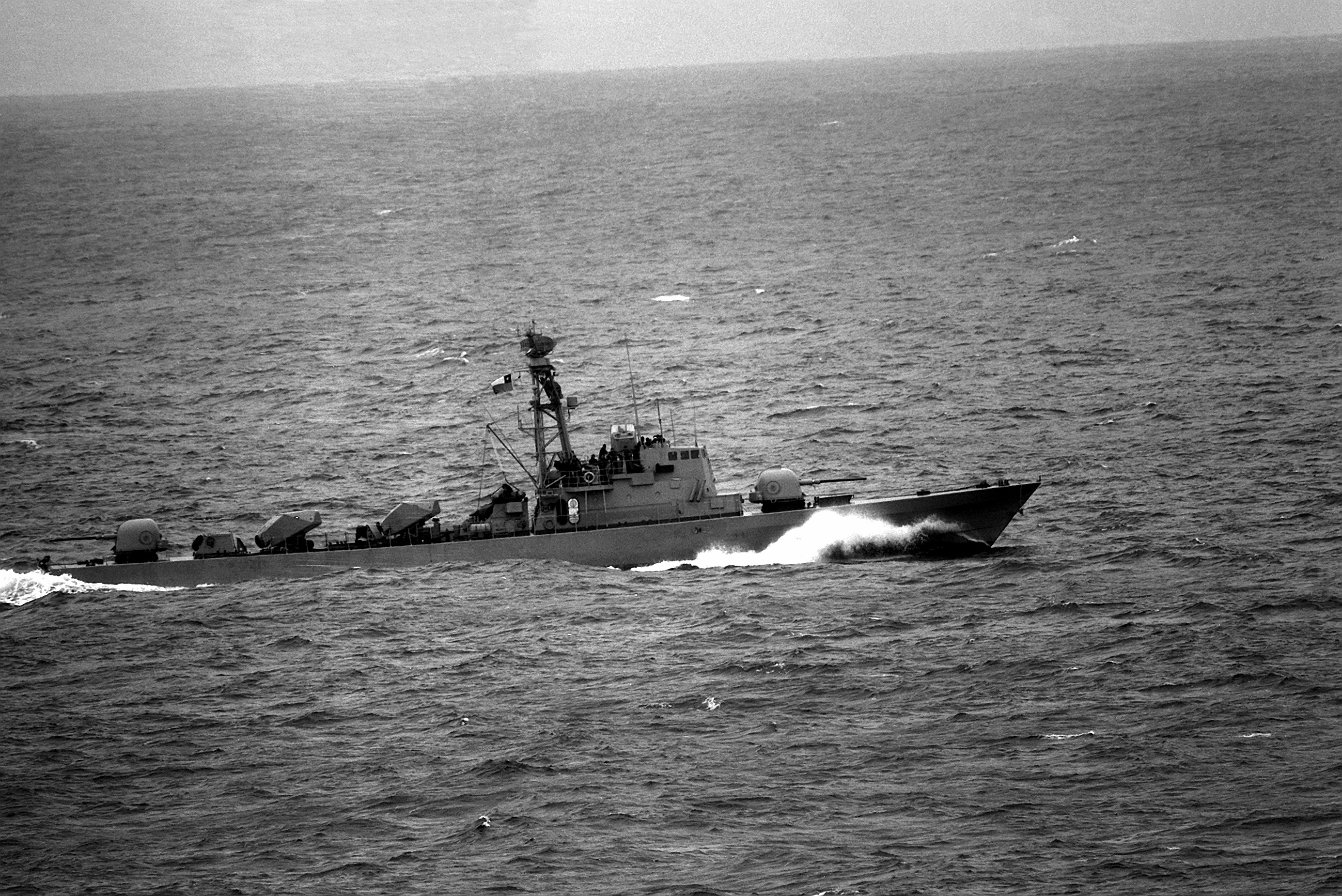
Izraelský raketový člun třídy Sa'ar 4 po předání Chile

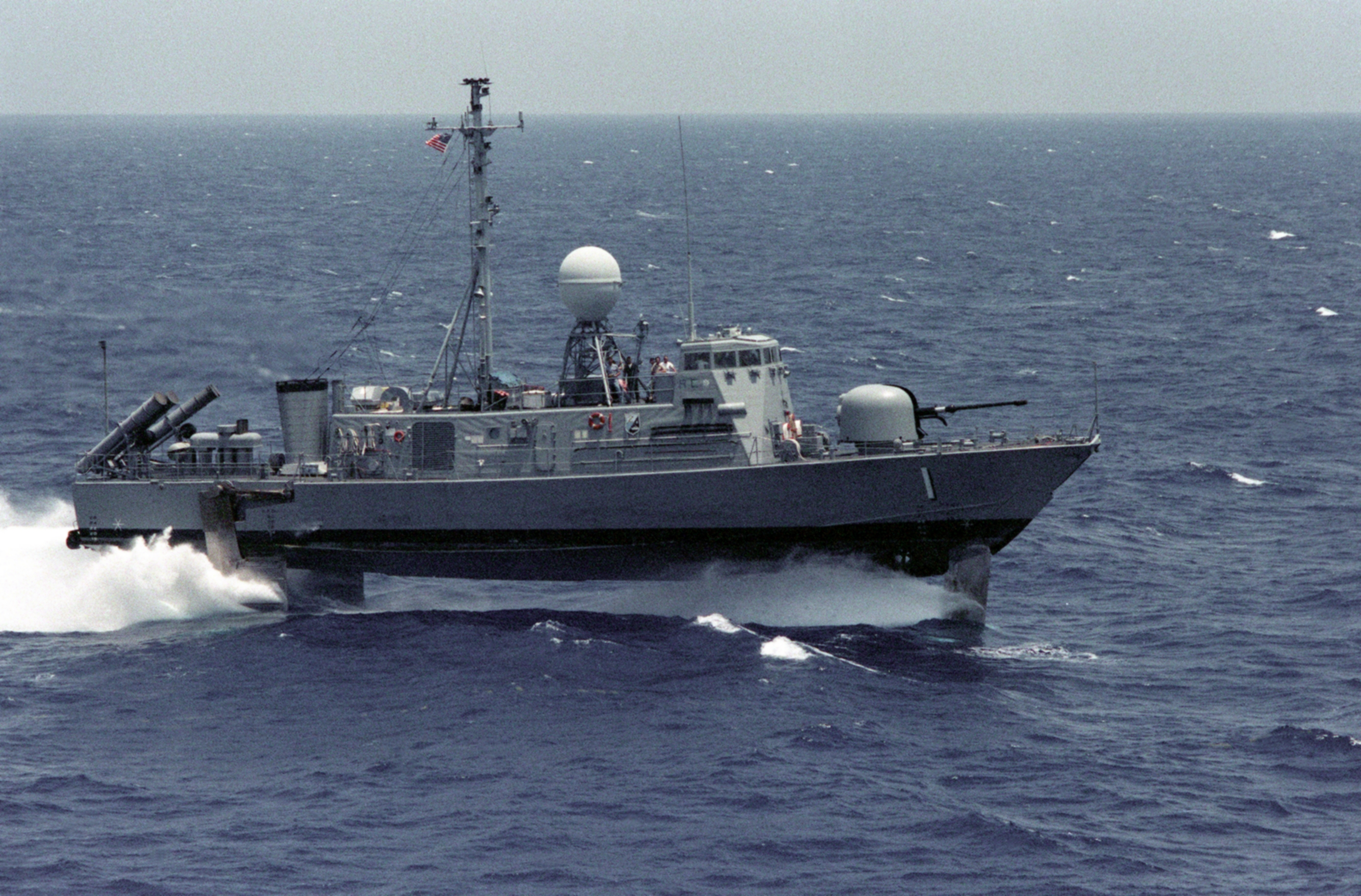
Americký hydrofoil třídy Pegasus

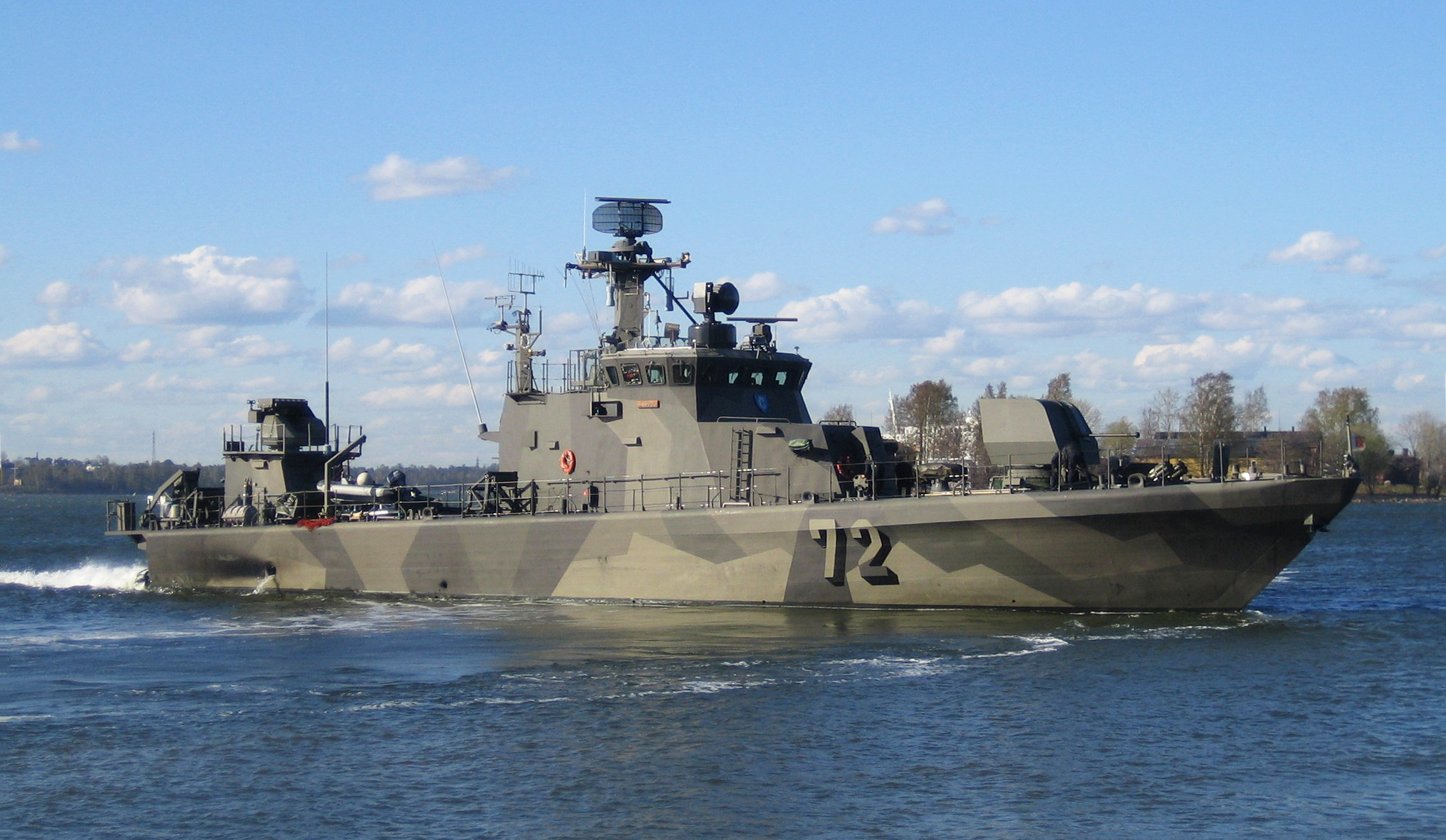
Finský raketový člun Porvoo třídy Rauma

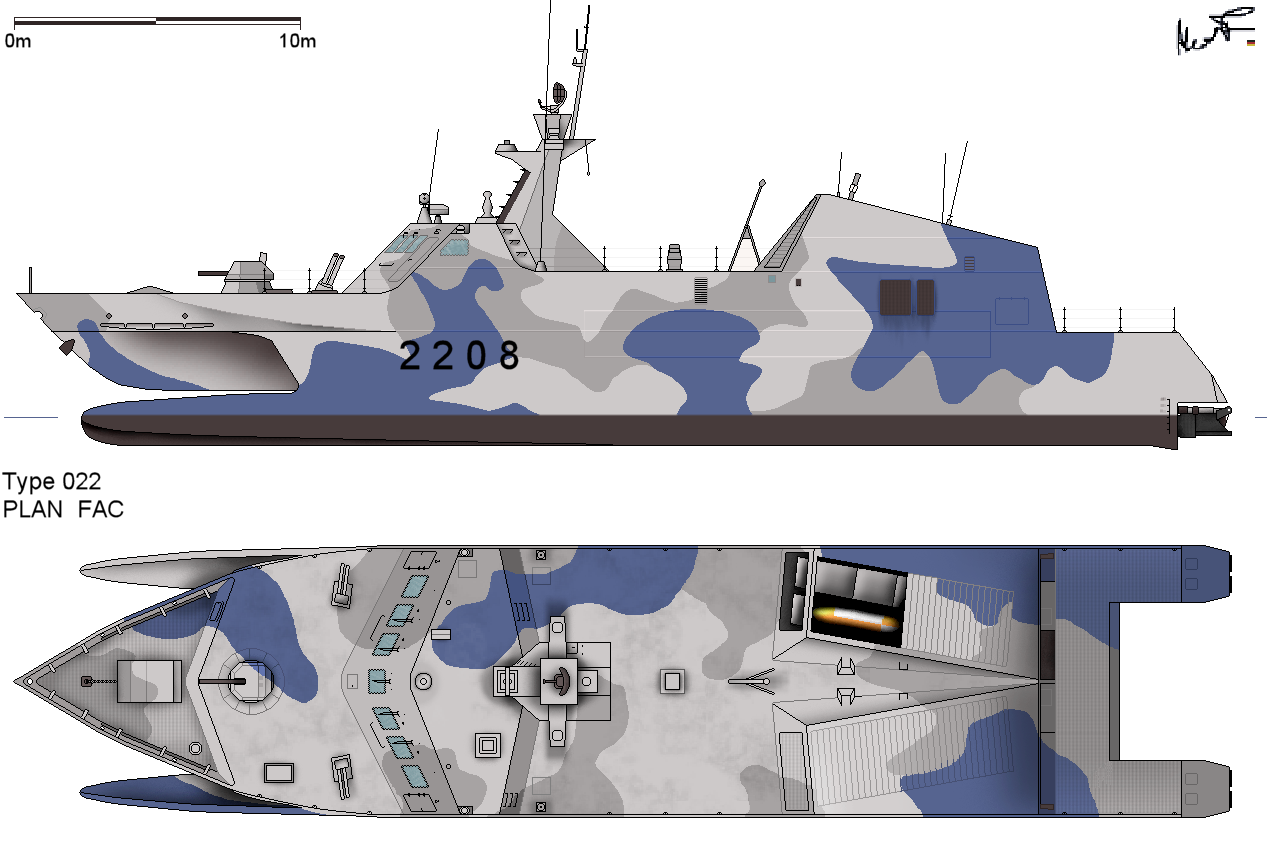
Čínský raketový člun typu 022 (NATO: Houbei) řešený jako katamaran

### Egypt, Izrael a Sýrie
Jako první do dějin vstoupily dva egyptské raketové čluny „504“ a „501“ sovětské výroby projektu 183R (NATO: Komar), které odpoledne 21. října 1967 zasáhly a potopily izraelský torpédoborec Eilat pomocí raket P-15 Termit (NATO: SS-N-2 Styx). Bylo to první potopení nepřátelského plavidla řízenou střelou a zároveň bojový křest raketových člunů.
Během následující války Jom Kippur ale raketové čluny arabských států utrpěly porážku od izraelských protějšků typové řady Sa'ar. V bitvě u Latakie potopily izraelské čluny Syřanům kromě dalších plavidel i po jednom raketovém člunu projektu 205 a 183R. Jednalo se o první bitvu raketových člunů. V následující bitvě u Baltimu přišli Egypťané o tři ze čtyř zúčastněných člunů projektu 205. Izraelci se díky rušení vyhnuli zásahu raketami P-15 a naopak zasadili svým protivníkům zničující úder raketami Gabriel Mk.I a dělostřelbou: proti 76mm kanónům namontovaných na izraelských člunech se čluny projektu 205 mohly bránit pouze dvěma 30mm dvoukanóny AK-230. Těmito úspěchy si izraelské raketové čluny vydobyly námořní převahu nad syrským a egyptským námořnictvem.
Během operací Lítání (1978) a Mír pro Galileu (1982) podporovaly izraelské raketové čluny vylodění vlastních jednotek a ostřelovaly cíle u pobřeží.

### Gruzie
Během války v jižní Osetii a Abcházii si Rusové nárokovali potopení gruzínského raketového člunu Tbilisi (Projekt 206MR, trupové číslo 302, ex ukrajinský U150 Konotop, ex sovětský R-15) korvetou Miraž (Projekt 1234.1) večer 10. srpna 2008. Ve skutečnosti byl ale Tbilisi spolu s raketovým člunem Dioskuria (303, ex řecký Ypoploiarchos Batsis (P-17), ex Kalypso (P-54)) a dalšími plavidly potopen až 12. srpna 2008 v Poti příslušníky Specnaz.

### Indie
Indie před indicko-pákistánskou válkou z roku 1971 koupila ze Sovětského svazu osm člunů projektu 205 (v Indii označovaných jako třída Vidyut). Čtyři z nich pak jen pár hodin po vypuknutí války v noci ze 4. na 5. prosince 1971 podnikly operaci Trident: útok na pákistánský přístav Karáčí. Během útoku byly raketami P-15 potopeny minolovka PNS Muhafiz (M163) a torpédoborec PNS Khaibar (D183).
 Jen o čtyři noci později (8.-9. prosince) uskutečnili Indové operaci Python: další útok na Karáčí, na kterém se podílel rovněž jeden raketový člun projektu 205.

### Irák
Irák nasadil své raketové čluny sovětského projektu 205 a 205U během irácko-íránské války.
Před začátkem války v Zálivu mělo irácké námořnictvo dva nebo tři raketové čluny projektu 205 a šest modernějších člunů projetu 205U. Navíc Irák po obsazení Kuvajtu získal raketové hlídkové čluny TNC-45 a FPB-57. Většina iráckých člunů byla během války zničena koaličními letadly a vrtulníky, což znovu potvrdilo jejich zranitelnost ze vzduchu.